# 即席爆発装置

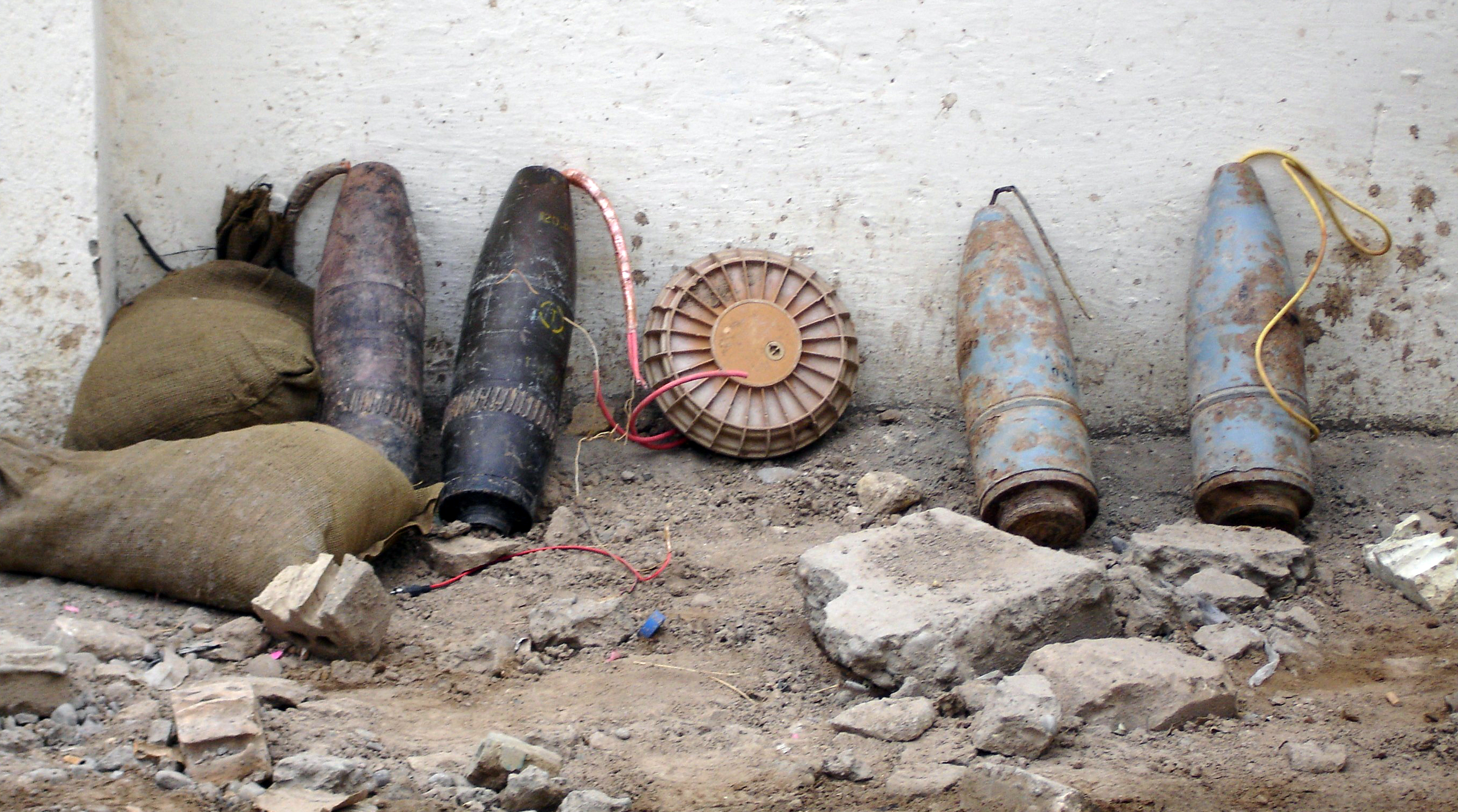
使用される前に発見・無力化された即席爆発装置。大砲の榴弾4発と対戦車地雷1個がリード線で結ばれ、同時爆発できるようになっていた。

即席爆発装置（そくせきばくはつそうち、英語: Improvised Explosive Device, IED）とは、あり合せの爆発物と起爆装置から作られた規格化されて製造されているものではない簡易手製爆弾の総称である。防衛装備庁では即製爆発装置と訳している。手製爆弾、即席爆弾、簡易爆弾とも呼ばれる。通常は、IED（アイ・イー・ディー）の略称で呼ばれるのが一般的である。
道路脇などに仕掛けられたIEDを一般に路肩爆弾、道路脇爆弾、路上爆弾 (Roadside bomb) などと呼んでいる。基本的には正規の軍隊が使用する爆弾と異なり、材料は砲弾や地雷などの炸薬と筐体を流用して独自に作成する爆弾でもあることから「自家製爆弾（英語: home made explosives, HME）」とも表現される。
水道管などの硬質な素材のパイプに爆薬を詰めたパイプ爆弾も存在し、投擲物として用いられている。
何れの方式にしても、爆弾の構造についての基本的な知識さえあれば、低い技術水準で製造可能である点は共通している。
規格化されていない爆弾であるため、個々の爆弾の構造も対処方法も千差万別となりがちであり、高度な専門知識を持つ正規軍であっても未だに対応に苦慮する部分が多い爆弾である。

## 概要
アメリカ軍などでは車両に搭載・設置されたIEDの事をVBIED（Vehicle Borne IED、車両運搬式即席爆発装置）と呼んでいるが、通称としては「Car Bomb」と呼ばれており、日本では車爆弾または自動車爆弾と訳される。
手製爆弾はいつの時代にも見られるが、非正規戦において路肩爆弾を組織的に活用したのは、第二次世界大戦でベラルーシの反ナチスゲリラが使用した事が発端とされる。以後はゲリラや反政府勢力にも使われたが、アメリカ軍などによるアフガニスタン紛争やイラク戦争後には反米組織や反政府組織を中心に多用されるようになった。イラク駐留のアメリカ軍の戦死者の大半が通常の戦闘ではなくIEDによるものであり、報道を通じてその存在がよく知られるようになった。
日本では、過去に新左翼による爆弾事件が多く発生した。昭和から平成の転換期に激化した爆弾闘争でも圧力釜爆弾、消火器爆弾などが使用された。一方で陸上自衛隊においても島嶼防衛などにおいてIEDなどの運用が研究され、2025年には退役により余剰となったM110 203mm自走榴弾砲の砲弾を電気信管で5-6個同時に起爆して敵の侵攻を妨害する様子が展示された。
2016年には、ISISに対抗するイラク正規軍も、自動車に仕込んだ即席爆弾を使用していることを公表している。
2022年ロシアのウクライナ侵攻では、ウクライナ軍がドローンに地雷などの多様な爆発物を載せてロシア軍に対抗した。

## 特性

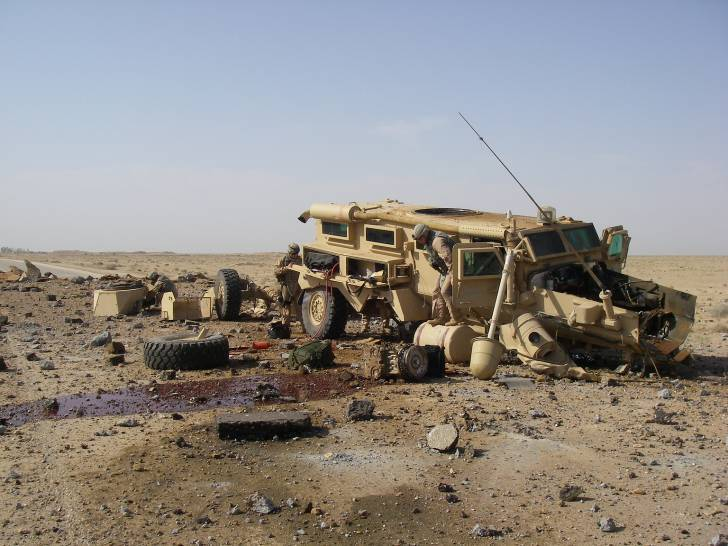
推定300-500ポンドのIEDによる爆発で破壊されたアメリカ軍のクーガー装甲車。乗員はすべて生還し、翌日には任務に復帰している

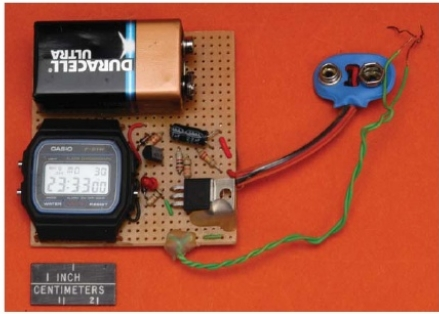
アルカイダ試作による時限装置。Casio F91Wを流用している。

IEDは、その都度有り合わせの材料で製作されるために特定の形状や大きさや特徴などがなく、「Improvised」という言葉自体、「即興」や「アドリブ」と言う意味合いを持つ。各々が独自に持つ知識や資材で製作されるため、そのバリエーションは多種多彩である。小規模なものでは、花火や手製火薬からなる手榴弾レベルの物から、大規模なものでは榴弾砲の砲弾や航空爆弾、地雷を幾重にも重ねて、戦車をも破壊できる物まで存在する。
イラクやアフガニスタンでは、戦時中に発生した不発弾や地雷が山野に放置されており、この手の軍需品レベルの資材が手に入りやすいことから、破壊力の高いIEDが日常的に作成されている。また、一部のものに関しては、爆発物に金属片やボールベアリングなどを仕込み、直接的な爆発でのダメージに加え、それら内蔵物を四方に飛び散らすことにより対人殺傷能力を高めている物も存在する。
イラク戦争以降、自己鍛造弾の技術を用いたIEDが普及しており、治安維持勢力の装甲車両にとって大きな脅威となっている。ハンヴィー、MRAPのような軽装甲車輌を破壊できるものから、大型のものでは戦車の側面装甲を破壊できるものまである。アメリカ国防総省の専門家が下院軍事委員会小委員会で証言したところによれば、北朝鮮は、イスラム原理主義過激派が使用するIEDについて興味を示しており、パキスタンのイスラム原理主義過激派支配地域に朝鮮人民軍の視察団を派遣するとともに、戦術立案用の参考資料として「ジハード・ビデオ」を大量に入手したとされている。
起爆手段としては、従来のワイヤーを張り巡らせてそれに対象物が触れた時点で爆発する物や、一般的なガレージのシャッター開閉用の物や日常の家電製品に使用されるリモコンや携帯電話が、時限装置にはデジタル式の腕時計が使用される。
カムフラージュも巧妙化し、当初は地面に埋めたり物陰に隠す程度だったものが、現在では動物の死骸の下や路上に投棄された車両に仕込むケースが目立つ。対人や対車両だけでなく、戦車や重装甲車に対しても時間差で起爆するものも存在し、駐留軍に大きな打撃を与えている。
IEDは駐留軍の兵士だけでなく、兵站や補給路に対しても多大なダメージを与えている。特にクウェート-バグダード間の幹線道路での補給路で多用されており、PMCに委託されたコンボイ輸送部隊に多大な影響を与えている。路肩爆弾と呼ばれる固定式IEDは罠の一種であり、発見は困難な場合が多い。
また、被害は単に殺傷や車両の破壊に留まらず、爆風による衝撃波が原因で、外傷がないにもかかわらず脳幹に損傷を受け、記憶障害やめまい、頭痛、集中力低下などの症状を呈する外傷性脳損傷が引き起こされる。

## 対抗策

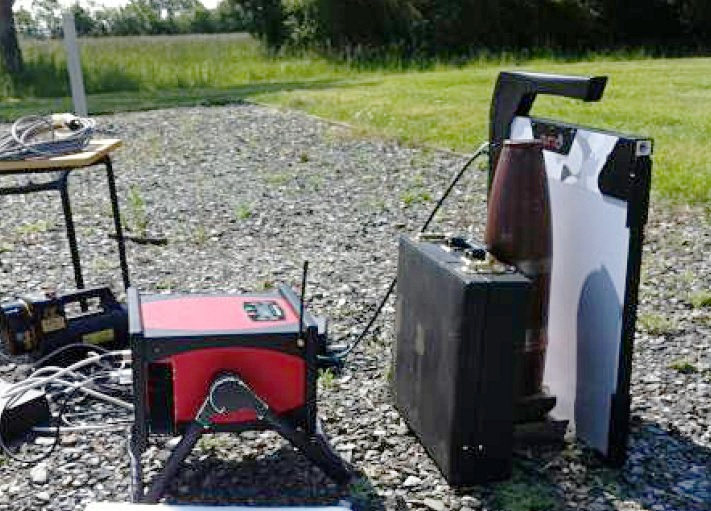
IEDを発見するための持ち運び式X線検査機。黒いキャリングケースに爆弾が入っているとみたてて検査をしている様子

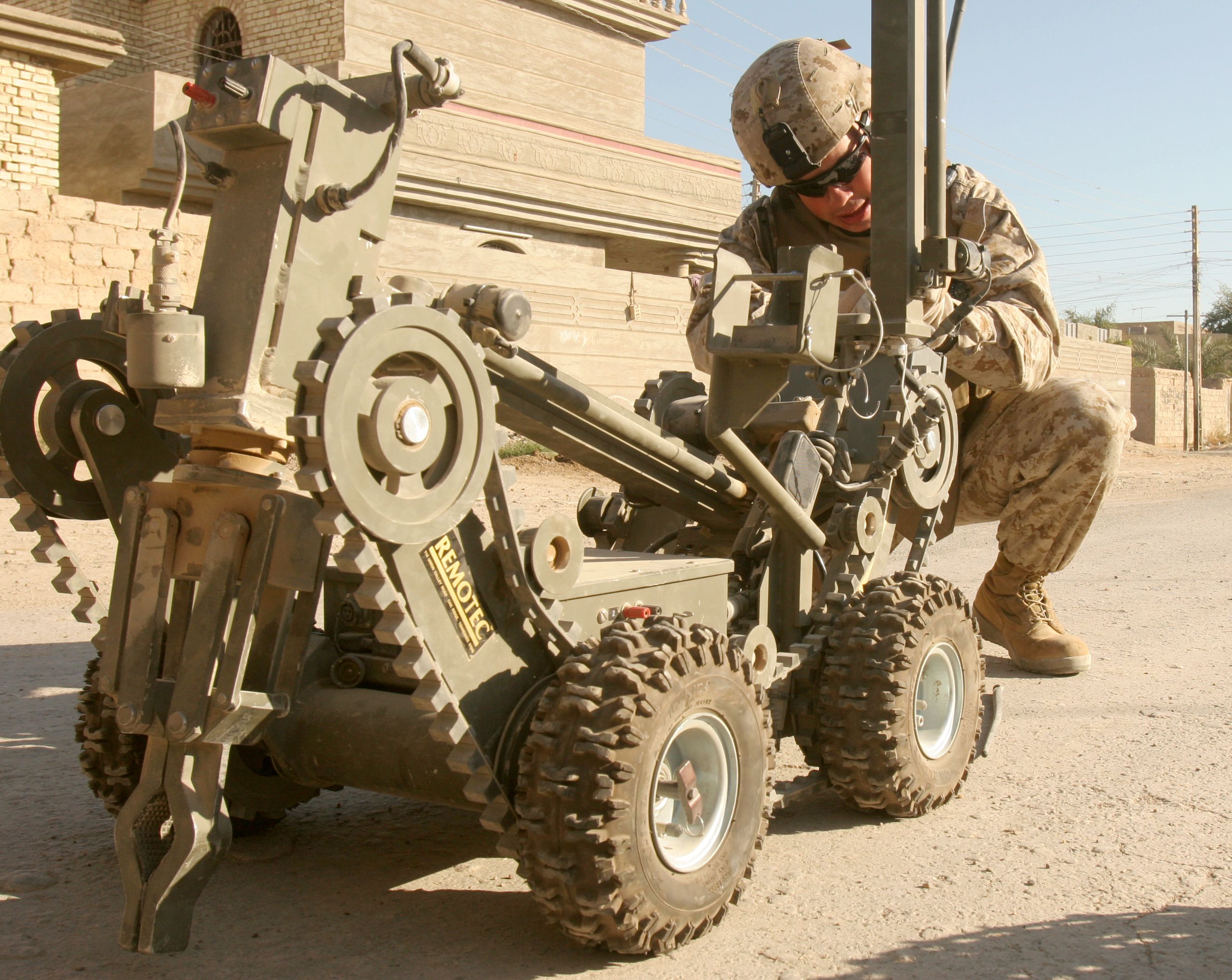
海兵隊の「IED DETONATOR」
IEDの無力化や除去に使われる

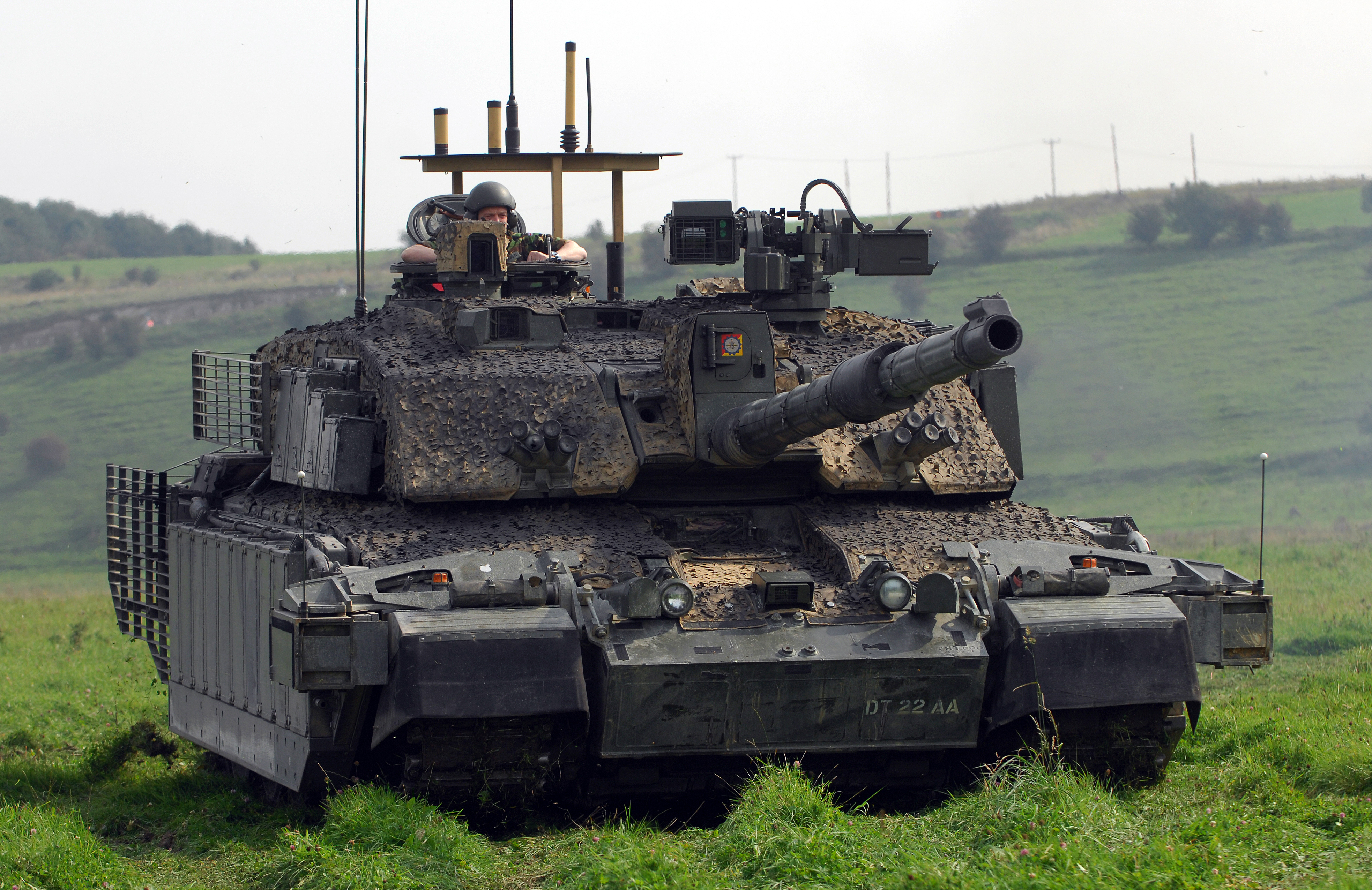
対IEDアンテナを追加したチャレンジャー2

仕掛け爆弾として使用されるIEDは固定式のトラップであるため、その位置が露見してしまえば迂回できる。よって、情報収集や探知機器、動物などを使用して早期探知に努めるのが一番の対抗策である。
イラク駐留米軍・有志連合軍は、2007年時点でもIEDを使った攻撃に曝され続けており、有効な対抗策を模索し続けている。IED攻撃にさらされはじめた駐留初期から行っていて2007年末も進行中の対抗策として、防護性能の高い装甲車両の購入が挙げられる。アメリカ軍では実戦経験の多い南アフリカ軍から地雷やIEDに対して防護性能の高い「キャスパー」、「マンバ」といった装甲車両を購入したり、イギリス軍では米フォース・プロテクション社の「マスティフ」、「ヴェクター」を購入したりしている。
また、ハンヴィーで知られるアメリカの高機動車両の全面的な見直しや、以前は前面に対してのみ装甲を強化していた戦車の防御面での見直しを再検討させる大きな要因にもなった（MRAPを参照）。
アメリカ軍ではIEDを科学的に探知できるシステムの開発を行っている段階であるが、そういった新技術の完成を待たずに現在ある技術による対抗策も模索されている。携帯電話を使用した手作りの遠隔起爆装置があるため、携帯電話の電波帯に対する強力な通信妨害発信機を、ハンヴィーなどの輸送車列の護衛車両に搭載している。しかし、不発であれば再度の使用機会を待てばよいゲリラ側の有利さに対しては、決定打とはなっていないようである。有線での爆破や、振動や接触、時間により爆発するものにとっては、電波妨害は無意味である。
イギリス軍ではアフガニスタンに派遣したチャレンジャー2に対IEDアンテナを装備し通信妨害を行っていた。
一方、駐留軍の電波妨害による生活環境の悪化が地元住民の不満となる。強力な電波を放射することで、起爆装置を無効にする技術も開発されたが、その後のIED被害が減ったというニュースはない。「ありあわせ」で作られるものであるため、起爆装置にも千差万別があるためである。
イラクやアフガニスタンで爆発物の疑いがある場合には、真偽を確かめる前に射撃によって解決を図るが、アメリカ国内でのテロ対策では、爆発物やその疑いがある場合の処理にロボットを使用する。爆発物撤去の際に爆発してしまうことも少なくないが、遠隔操作ロボットを失う経済的損失だけで、人命を失うことはない。

## IEDが描かれる作品

### 映画
『ハート・ロッカー』
イラク戦争を舞台に、アメリカ軍爆弾処理班の姿を描いた作品。
『シュリ』
北朝鮮工作員が液体爆弾CTXを強奪した後、乗ってきた自動車内に時限式爆発物を残していた。気付かず車内を調べようとした韓国側のエージェント2人が、これにより危うく殺されそうになった。